# Honuire

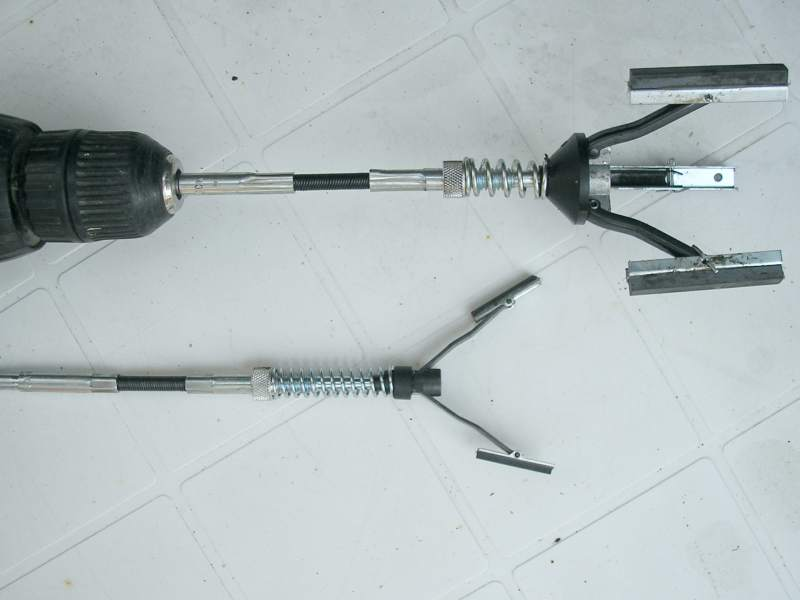
Sculă pentru honuire

Honuire, în eng.: honing , în ru : хонингование (prelucrare prin honuire), în germ.:honen este o prelucrare prin așchiere fină a suprafețelor cilindrice interioare, mai rar a suprafețelor cilindrice exterioare sau plane, pentru aproape toate materialele, în ultima parte a procesului de fabricație a unei piese mecanice. Scopul acestei prelucrări este de a obține precizia formei geometrice și a diametrului, precum și proprietățile cerute de tribologie (știința frecării) pentru calitatea dorită a suprafeței. Prin honuire se micșorează parametrii rugozității suprafeței Ra sau Rt, se păstrează microduritatea și structura stratului superficial, se mărește suprafața portantă .(Ra -abaterea medie aritmetică a profilului de rugozitate evaluat; Rt - înălțimea totală a profilului de rugozitate). Honuirea se aplică în special la finisarea  blocurilor de cilindri ale motoarelor sau a cilindrilor hidraulici, pentru finisarea cămășilor de cilindri, finisarea alezajului capului (mare) al bielei și a alezajului piciorului bielei. Se pot obține alezaje cu abateri de la cilindricitate până la 0,01 mm și rugozitatea suprafeței Ra =0,63...0,04 μm
Honuirea a fost introdusă în producția de serie pentru prima dată la uzinele Ford, în anul 1923.

## Principii cinematice
Scula de honuit  denumită hon sau cap de honuit  (l.engl. hone; l. germ. Honahle)  primește  de la axul principal al mașinii de honuit, o  mișcare de rotație într-un singur sens și o mișcare rectilinie alternativă, în timp ce piesa de prelucrat este fixă, folosind și un lubrifiant corespunzător pentru ungere și răcire.  Traiectoria unei granule abrazive pe suprafața prelucrată  reprezintă o elice spre dreapta, la mișcarea honului într-un sens și o elice spre stânga la deplasarea honului în sens invers, de aceea, după honuire,  pe suprafața piesei prelucrate se poate observa o rețea fină de linii elicoidale încrucișate, caracteristică procedeului de prelucrare prin honuire. Viteza mișcării axiale a honului vax = 5...15 m/min, viteza tangențială a mișcării de rotație vt = 10...35 m/min.
Pentru ca granulele abrazive să nu parcurgă aceleași traiectorii de la o cursă la alta a honului este necesar ca numărul de curse duble/min ale honului să fie diferit de numărul de rotații pe minut ale acestuia. În general, unghiul  α  de încrucișare a liniilor elicoidale are valori de 15...45°.
Unghiul α de încrucișare a traiectoriilor se calculează pe baza relației : 
tg (α/2) =  vax/vt                                       (1)
în care   α/2 este semiunghiul de încrucișare.
În general, unghiul  α  al liniilor elicoidale are valorile  α =15...45°.  Pentru honuirea de finisare (operația finală a procesului de honuire) se recomandă   α = 15...20° , iar pentru honuirea prealabilă, acest unghi are valori de cca 45° (uneori chiar până la 70°), mărirea acestui unghi conducând la creșterea productivității procesului, însă rezultând rugozități mai mari care, oricum, vor fi micșorate la ultima honuire. În practica industrială, valori între 40° și 70° s-au dovedit optime în ceea ce privește viteza de detașare a materialului și aceasta, independent de dimensiunea granulelor barelor abrazive, duritate și presiunea de contact. Uzura barelor abrazive se mărește o dată cu mărirea unghiului de încrucișare α. În condițiile unui unghi mare α de încrucișare a liniilor elicoidale, granulele abrazive tind să fie smulse, eliberând granulele ascuțite de dedesubt. Deoarece viteza mișcării axiale rectilinii-alternative,  viteza tangențială a mișcării de rotație și unghiul de încrucișare sunt interdependente (conform relației (1)), în practica industrială se stabilește în primul rând viteza mișcării de rotație a honului și apoi se variază viteza mișcării axiale a honului pentru a obține unghiul α recomandat. Pe desenele de execuție ale cămășilor de cilindri, în multe cazuri din  practică sunt prescrise, în cadrul condițiilor tehnice, valorile de obținut ale unghiului α.
Presiunea de contact pn dintre scula de honuit și piesa de prelucrat este o altă variabilă a procesului. O dată cu creșterea presiunii de contact, tăișurile granulelor abrazive pătrund mai adânc în suprafața piesei de prelucrat, până ce se atinge un echilibru între presiunea de contact și presiunea de reacție , prin adâncirea și lărgirea impresiunilor granulelor și majorarea numărului de tăișuri active. Cu cât este mai mare numărul tăișurilor active și adâncimea de pătrundere a acestora, se mărește numărul și secțiunea transversală a  așchiilor. O creștere a presiunii de contact, cu menținerea constantă a celorlalte variabile ale procesului conduce la detașarea intensificată a materialului piesei, pe trecere.Creșterea valorilor presiunii de contact este limitată de puterea motorului care antrenează axul principal, de precizia și calitatea suprafeței prelucrate. În practică, se folosesc valori ale presiunii de contact a barelor abrazive între 0,2...0,6 MPa. Se recomandă ca pentru honuirea prealabilă presiunea de contact să fie cuprinsă între 1,2...1,5 MPa, iar pentru honuirea finală, presiuni mai mici, între 0,2...0,6 MPa.
Viteza mișcării de rotație este constantă. Viteza mișcării axiale rămâne constantă pe întreaga lungime a cursei, cu excepția punctelor de inversare a sensului mișcării axiale. 
Când cursa de honuire este mai lungă, mișcarea rectilinie alternativă este realizată de axul principal al mașinii. Când cursa de honuire este mai scurtă, atunci mișcările axiale pot fi realizate și de piesa de prelucrat. Honuirea se aplică  pentru prelucrarea finală a unor alezaje, care pot fi cu suprafețe netede continue sau întrerupte de canale circulare etc., rotunde și nerotunde, cu diametre de 6...1500 mm, cu lungimea de la 10 mm până la 20 metri (alte lucrări tehnice indică diametrul maxim de 15 m al alezajelor honuite). Lungimea cursei honului este de 1/3 din lungimea honului și depășește la ambele capete de cursă suprafața honuită, cu circa (1/3).l, unde l  este lungimea barelor abrazive.
În prezent (2017) honuirea se realizează de obicei pe mașini speciale pentru această prelucrare, denumite mașini de honuit, care pot fi verticale, orizontale sau înclinate (acestea din urmă pentru blocurile motoarelor cu cilindri în V). Aceste mașini pot avea unul sau mai mulți arbori principali (doi, patru, șase, opt etc.). Capul de honuit (hon) este prevăzut la partea de prelucrare cu 3...12 bare abrazive cu granulație fină, montate extensibil pe un corp metalic, care sunt apăsate simultan pe peretele găurii, sub acțiunea unui mecanism cu  conuri central, pentru deplasarea radială simultană a barelor, din interiorul honului. Numărul barelor abrazive ale honului se adoptă cât mai mare. Abaterile de la cilindricitate ale alezajului  se micșorează cel mai eficace cu honuri dotate cu un număr par (8, 6, 4, 2) de bare abrazive, dispuse diametral opus pe circumferință.  În acest caz, barele abrazive lucrează "în perechi", fiind fixate simetric pe hon. Barele abrazive sunt executate din materiale ca electrocorund (pentru prelucrarea oțelului, alamei, bronzului, aluminiului, materialelor sintetice), carbură de siliciu (pentru fontă), iar pentru cazuri speciale - diamant.Honuirea cu bare  diamantate asigură o eficacitate maximă a procesului. Uzura barelor diamantate se micșorează de 150...250 ori, în comparație cu cea a barelor abrazive obișnuite, datorită cărui fapt se simplifică reglajul.
Deoarece honul se autocentrează după alezajul de honuit, prin procedeul de honuire nu se poate asigura corectarea poziției axei găurii; pentru a permite autocentrarea sus-zisă a honului, acesta se îmbină printr-un cuplaj articulat cu axul principal al mașinii de honuit. Prin honuire se poate obține numai precizia diametrului și a formei geometrice a găurii (precizia prescrisă pentru ovalitate și conicitate). Poziția corectă a axei alezajului de honuit, în raport cu alte elemente geometrice ale piesei, de exemplu, precizia distanței dintre axele a două alezaje ale unei piese, trebuie să fie asigurată de prelucrările care preced honuirea. Înainte de honuire, gaura trebuie prelucrată prin alezare, rectificare rotundă interioară (abrazare) sau strunjire fină cu cuțite cu diamant sau armate cu plăcuțe din carburi metalice.
Honuirea se execută în prezența lichidelor de ungere-răcire: petrol lampant (pentru honuirea fontelor), petrol lampant (90%) în amestec cu ulei mineral (10%) pentru prelucrarea oțelului și emulsii fără apă. Honuirea alezajelor constituie un procedeu tehnologic deosebit de productiv și mai ieftin decât rectificarea interioară fină sau rodarea (lepuirea).
Deosebirea dintre honuire și rectificarea interioară constă în faptul că la honuire, presiunea de contact a barelor abrazive pe suprafața alezajului este de 6...10 ori mai mică,viteza de așchiere este de 50...120 ori mai mică, iar în procesul de așchiere participă de 100...1000 ori mai multe granule abrazive decât la rectificarea interioară cu pietre abrazive.
Un procedeu mai nou  este honuirea cu laser, care prin exactitatea ei poate reduce uzura piesei honuite, remarcabil față de cele honuite clasic. 

## Pregătirea  barelor abrazive ale honului
Capul de honuit trebuie să fie pregătit înainte de prima lui utilizare, printr-o "ajustare prin funcționare" a barelor abrazive. Această fază operațională este un factor determinant al procesului de prelucrare a alezajelor  dar și a performanțelor tehnologice și economice ale sculei de honuit.
Bare abrazive din corindon sau carbură de siliciu. Sculele de honuit cu granule abrazive convenționale capătă forma lor dorită prin detașarea mecanică de material. Deoarece barele abrazive ale honului se auto-ajustează după alezajul de prelucrat, foarte rapid, în timpul primei lor utilizări, nu este necesar un proces separat de profilare. Numai în cazul în care se prelucrează alezaje cu diametre foarte mici, sculele de honuit trebuie rotunjite cu bucșe de netezire executate din oțel călit.
Barele abrazive, fie că sunt noi, fie că sunt cu granule tocite din cauza utilizării, trebuie să fie reascuțite. Acest proces de ascuțire/reascuțire se poate face în două moduri, în timpul prelucrării. În prima modalitate, este posibil să fie mărită presiunea de contact a barelor abrazive, care are ca efect ca granulele abrazive să fie sfărâmate sau smulse. În al doilea mod, efectul de ascuțire se poate obține prin mărirea vitezei rectilinii-alternative axiale.
Bare abrazive cu   nitrură cubică de bor (CBN) și diamantate.  Spre deosebire de sculele de honuit convenționale (din corindon sau carbură de siliciu) , barele abrazive din nitrură cubică de bor sau diamantate trebuie să fie adaptate, înainte de utilizare, la forma alezajului piesei de prelucrat. De exemplu, pentru honuirea alezajelor, sculele sunt rectificate la dimensiunea găurii ,în stare pre-tensionată, pe o mașină de rectificat rotund exterior, cu discuri abrazive din carbură de siliciu sau din corindon nobil. După acest proces de profilare, sculele de honuit nu au încă eficacitate în procesul de așchiere, astfel încât este necesar un proces de ascuțire, în plus. În acest scop, granule abrazive libere de siliciu, umidificate, sunt dispersate între alezajul unei piese (honuit, însă piesa -rebutată) și scula de honuit, executându-se o honuire. Rezultă un proces de lepuire cu abrazivi liberi, nepătrunși în suprafața sculei, care facilitează capacitatea de așchiere a sculei. Granulele abrazive libere de siliciu au dimensiunea mai mică  decât a granulelor din nitrură cubică de bor sau a celor din diamant, ale sculei de honuit care trebuie să fie ascuțită.O altă posibilitate constă în rodajul barelor abrazive ale honului, cu pastă abrazivă, pe o mașină de honuit, cu condiția egalității vitezei tangențiale a mișcării de rotație cu viteza mișcării axiale a honului. Rodajul barelor abrazive diamantate se efectuează, până când suprafața de contact ajunge la 60...70%. Durata procesului de rodaj a unui set de bare abrazive ajunge la 10...15 min. 

## Precizia la honuire
Prin honuire se mărește precizia dimensională și de formă a alezajelor și , în special, se micșorează apreciabil rugozitatea suprafeței, rezultând o suprafață "oglindă". Precizia diametrului corespunde treptelor de toleranță IT3...IT4, iar rugozitatea suprafeței este caracterizată de valori ale parametrului de rugozitate Ra = 0,025...0,4 μm ( Ra este abaterea medie aritmetică a profilului evaluat). La honuirea finală, în vederea obținerii valorilor Ra 0,1 μm și mai mici trebuie să se folosească honuri cu bare diamantate. Adaosul de  prelucrare care se poate îndepărta prin honuire este de 0,02...0,04 mm/diametru. Abaterile de conicitate și ovalitate ale alezajului, în urma honuirii, pot fi cuprinse între limitele 0,005...0,02 mm.

## Honuirea "în platou"
Honuirea "în platou" , în en: plateau honing , se aplică cu scopul obținerii unei topografii definite a suprafeței,  caracterizate prin urme adânci de honuire, care apar, periodic, împreună cu suprafețe portante fine, intermediare, denumite "platouri". Această topografie a suprafeței se obține în două faze. Piesa de prelucrat este pre-honuită  (honuire prealabilă sau honuire inițială) cu bare de honuire diamantate cu granulație mare, de ex. D 150 sau cu bare de honuire  din SiC, cu dimensiunea granulelor 60 , până la obținerea diametrului final al cămășii de cilindru; se obține o rugozitate Ra =1,6 μm după prima fază.  Pentru a mări aria de contact procentuală, proeminențele rugozității de pe  suprafața pre-honuită sunt apoi honuite în faza de honuire finală, numai în câteva curse de lucru, cu bare abrazive de honuire din Al2O3, cu liant pe bază de cauciuc, cu granulația 280. Această topografie a suprafeței prezintă unele avantaje. Datorită ariei de contact procentuale mai mari, se poate observa o comportare la uzare mai favorabilă, în ceea ce privește urmele de pe pistonul asociat alezajului honuit în platou. De asemenea, topografia suprafeței astfel obținută are ca rezultat o adeziune îmbunătățită a filmului de ulei pe suprafață și facilitează ungerea.

## Honuirea roților dințate cilindrice cu dantură exterioară
Honuirea roților dințate este un proces de prelucrare fină pentru danturi , care inițial a fost introdus după rectificarea danturii, pentru a crea texturi de suprafață  cu zgomot redus, pe flancurile dinților. Zgomotul în funcționare se micșorează cu 1...3 dB. În timpul procesului erau îndepărtate de pe flancuri adaosuri de prelucrare mici, de aprox.15 μm.
Ulterior, acest procedeu a început să fie folosit direct după călirea roților dințate, eliminându-se rectificarea danturii din procesul tehnologic. Honul cu dantură trebuie executat cu același modul ca și roata dințată cilindrică de honuit și se proiectează pentru fiecare dantură cilindrică de honuit.